# وودافون جمهوری چک
وودافون جمهوری چک (انگلیسی: Vodafone Czech Republic) شرکت مخابرات جمهوری چک است، که در زمینه ارائه خدمات تلفن همراه، خطوط تلفن ثابت و خدمات اینترنت فعالیت می‌نماید. 
شرکت وودافون جمهوری چک در سال ۱۹۸۲ تحت نام سسکی موبایل، تأسیس گردید. این شرکت در سال ۲۰۰۵ توسط شرکت وودافون خریداری شد و هم‌اکنون به عنوان بزرگترین اپراتور تلفن همراه جمهوری چک شناخته می‌شود. دفتر مرکزی شرکت وودافون جمهوری چک در شهر پراگ، جمهوری چک قرار دارد.